# Unión de la Política Real
La Unión de la Política Real (en polaco: Unia Polityki Realnej, abreviado UPR) es el partido político de posición centroderecha a derecha de Polonia. Entre sus postulados, considera que los padres deben decidir sobre sus hijos y que ningún ministro o gobierno, tiene derecho a decidir sobre la educación de los niños. En el pasado fue mayormente un partido libertario.

## Historia
Fue fundado el 6 de diciembre del año 1990. El presidente del partido político Unión de la Política Real es Magdalena Kocik. En el partido también están Janusz Korwin-Mikke, Stanisław Michalkiewicz y Wojciech Popiela.

## Presidentes
- Janusz Korwin-Mikke (1990 - 1997).
- Stanisław Michalkiewicz (1997 - 1999).
- Janusz Korwin-Mikke (1999 - 2003).
- Stanisław Wojtera (2003 - 2005).
- Jacek Boroń (2005).
- Wojciech Popiela (2005 - 2008).
- Bolesław Witczak (2008 - 2011).
- Bartosz Józwiak (2011 - presente).